# Karin Enkeová
Karin Enkeová (* 20. června 1961 Drážďany), provdaná Buschová, Kaniaová a Enkeová-Richterová, je bývalá východoněmecká rychlobruslařka.
První mezinárodní závody absolvovala v roce 1978, v roce 1980 debutovala na velkých seniorských akcích. Tehdy startovala na Mistrovství světa ve víceboji (17. místo), sprinterský světový šampionát již vyhrála a na Zimních olympijských hrách získala zlatou medaili v závodě na 500 m, přičemž na trati 1000 m byla čtvrtá. V následující sezóně již získala tři medaile na třech mistrovstvích, ze kterých si cenné kovy v dalších letech pravidelně odvážela. V roce 1981 to byly stříbrné medaile z Mistrovství Evropy a z Mistrovství světa ve víceboji a zlatá z Mistrovství světa ve sprintu. V sezóně 1983/1984 poprvé zároveň vyhrála světové šampionáty ve víceboji i ve sprintu, ze Zimních olympijských her v Sarajevu si odvezla dvě zlaté z tratí 1000 a 1500 m a dvě stříbrné ze závodů na 500 a 3000 m. Sezónu 1984/1985 vynechala, v roce 1985 nastoupila do premiérového ročníku Světového poháru, jehož celkové hodnocení v závodech na 1000 m v tomto ročníku vyhrála. V letech 1986 a 1987 zvítězila na mistrovstvích světa ve víceboji i ve sprintu, roku 1988 pouze na vícebojařském šampionátu. Na Zimních olympijských hrách 1988 získala dvě stříbrné medaile v závodech na 1000 a 1500 m a bronzovou na trati 500 m. Po sezóně 1987/1988 ukončila aktivní závodní kariéru.
Německý sportovní historik Giselher Spitzer uvedl v nizozemském televizním dokumentu Andere Tijden vysílaném 3. ledna 2010, že podle dokumentů Stasi se Karin Enkeová připravovala na zimní olympiádu 1984 s pomocí dopingu.
V roce 1981 se Karin Enkeová poprvé vdala a v sezóně 1981/1982 závodila pod jménem Buschová. Manželství ale netrvalo dlouho a v letech 1982–1984 startovala opět jako Enkeová. Poté si vzala svého bývalého trenéra Rudolfa Kaniu a změnila si příjmení na Kaniaová, pod kterým závodila až do konce své kariéry v roce 1988. Poté se opět rozvedla a znovu vdala a používá jméno Enkeová-Richterová.